# Southern Canada Power
La Southern Canada Power Company Ltd (SCP) a été une compagnie de production et de distribution d'électricité dans le sud du Québec de sa création en 1913 jusqu'à la Deuxième vague de nationalisation de l'électricité au Québec en 1963.
La compagnie gérait le réseau de distribution d'électricité des villes de Saint-Hyacinthe, Granby, Saint-Jean et Drummondville. Elle a bâti et exploité également la Centrale hydroélectrique de Drummondville et la Centrale hydroélectrique de la Chute-Hemmings.

## Historique

### Origines
L'établissement financier montréalais McCuaig Brothers and Company incorpore le 18 août 1913 la Southern Canada Power avec un capital initial de 3 millions de dollars. La compagnie est la résultante de l'acquisition des actifs de la Compagnie de Gaz, Électricité et Pouvoir de Saint-Hyacinthe, des actifs de la St. Johns Electric Light Company et des droits de construction de la South Shore Power and Paper Company sur la rivière Saint-François. La compagnie acquiert les droits de distribution d'électricité de la municipalité de Saint-Hyacinthe et de Granby, et devient titulaire des contrats d'approvisionnement en électricité et d'éclairage de rue de plusieurs municipalité du sud du Québec.
En 1914, la compagnie achète l'usine de production d'électricité ainsi que le réseau de distribution de la ville de Drummondville et d'Iberville. Entre 1914 et 1917, elle achète plusieurs réseaux locaux de production et de distribution de villes et villages du sud du Québec, notamment la Stanstead Electric Light Company, la Sherbrooke Railway and Power Company Ltd et la Eastern Townships Electric Company. Vers 1919, la compagnie passe sous le contrôle de la Nesbitt, Thomson and Company Ltd.

### Premiers ouvrages majeurs
En 1918, la compagnie amorce son premier projet majeur: la construction d'une centrale hydroélectrique sur la rivière Saint-François. La centrale au fil de l'eau d'une puissance installée de 16 MW est mise en service graduellement de 1919 à 1925. Sa présence dans la ville de Drummondville permet l'implantation de plusieurs entreprises manufacturières, notamment le textile, à la fin de la première guerre mondiale, ce qui contribue à l'essor économique de la ville au début des années 1920.
Pour financer ses activités, la compagnie lance dès 1922 des appels publics à l'épargne auprès de ses abonnés, qu'elle nommera les "Customer Ownership Campaign".
En 1924, la compagnie lance son deuxième projet majeur sur la rivière Saint-François. À cinq kilomètres en amont de la Centrale hydroélectrique de Drummondville, la Centrale hydroélectrique de la Chute-Hemmings est mise en service de 1925 à 1926. Cette centrale au fil de l'eau compte six turbines Francis fournies par la Dominion Engineering Works Limited, et produit un total de 29 MW. La centrale permet à la région de poursuivre son essor industriel dans l'industrie textile.
Malgré les deux centrales mises en service par la compagnie, le nombre limité de centrales existantes et le potentiel limité de la région force la compagnie à acheter des blocs d'électricité à la Shawinigan Water and Power Company et à la Montreal Light, Heat and Power. En 1927, la Southern Canada Power compte environ 10 000 abonnés, principalement dans la région de Saint-Hyacinthe et de Drummondville.

### Consolidation du réseau électrique et nationalisation
Après la deuxième guerre mondiale jusqu'au début des années soixante, la compagnie étend son réseau dans la région du Sud du Québec, mais également dans les états du nord des États-Unis (Vermont, New-Hampshire). Elle construit notamment plus de 2 780 kilomètres de ligne de transport pour soutenir l'électrification des communautés rurales du Québec. La Shawinigan Water and Power Company acquiert au fil des ans une participation dans la compagnie, et devient en 1957 une filiale de la compagnie.
En 1963, à la veille de sa nationalisation, la compagnie compte près de 100 000 abonnés, tous dans la région du Sud du Québec. Son réseau s'étend alors de Drummondville, jusqu'à la frontière américaine. Le Gouvernement du Québec dépose à la fin Décembre 1962 une offre d'achat publique pour toutes les actions de la compagnie, et passe officiellement sous le contrôle d'Hydro-Québec en Mai 1963. Un administrateur nommé par Hydro-Québec gère la structure administrative de la compagnie. Le Groupe Transport et Production est intégré à la Zone Sud d'Hydro-Québec le 15 novembre 1965, et devient le 1er novembre 1967 une filiale inopérante d'Hydro-Québec, renommée la Compagnie d'électricité du sud du Canada Ltée.

## Liste des installations à la veille de la nationalisation
- Centrale de Sherbrooke (1910) - 2.5 MW
- Centrale hydroélectrique de Drummondville (1919) - 16 MW
- Centrale hydroélectrique de Hemming Falls (1925) - 29 MW
- Centrale de Burroughs Falls (1929-2012) - 1.6 MW[7]